# Dialectul șvăbesc sătmărean
Dialectul șvăbesc sătmărean (endonim: Schwǫbisch, în germană Sathmarschwäbisch, în română Șvabă sătmăreană sau dialectul șvăbesc sătmărean, în maghiară szatmári sváb) este un dialect șvab superior al limbii germane vorbit în România la Satu Mare (germană Sathmar) și în județul Satu Mare (în Sătmar), nord-vestul Transilvaniei de către șvabii sătmăreni (germană Sathmarer Schwaben), care se numără printre puținii șvabi dunăreni care sunt de fapt cu adevărat șvabi la origine (i.e. provin din regiunea istorică Suabia). Mulți vorbitori trăiesc acum în Germania, dar unii rămân în nord-vestul Transilvaniei, România, mai precis în județul Satu Mare (germană Kreis Sathmar). Se estimează că dialectul este vorbit în prezent de mai puțin de 200 de vorbitori nativi care sunt în marea lor majoritate foarte în vârstă.

## Exemple de cuvinte (tabel comparativ)
| Dialectul șvăbesc sătmărean | Dialectul șvăbesc din Germania (Schwäbisch) | Germana standard (Hochdeutsch) | Limba română      |
| --------------------------- | ------------------------------------------- | ------------------------------ | ----------------- |
| i                           | i, e                                        | ich                            | eu                |
| du                          | du                                          | du                             | tu (singular)     |
| mir, mr                     |                                             | wir                            | noi               |
| dees                        | des                                         | dies                           | acest/acesta/asta |
| daß                         | daß                                         | dass                           | că (conjuncție)   |
| wear                        |                                             | wer                            | noi               |
| wa, waa                     |                                             | was                            | ce                |
| it (itt, itte)              | ed, it, ita                                 | nicht                          | nu                |
| alles                       | älles, (alles)                              | alles                          | totul (totul)     |
| vie                         |                                             | viel                           | multe             |